# Chrysopogon parvus
Chrysopogon parvus är en tvåvingeart som beskrevs av Clements 1985. Chrysopogon parvus ingår i släktet Chrysopogon och familjen rovflugor. Inga underarter finns listade i Catalogue of Life.